# IC 4795
IC 4795 је спирална галаксија у сазвјежђу Паун која се налази на листи објеката дубоког неба у Индекс каталогу.
Деклинација објекта је - 61° 36' 32" а ректасцензија 18h 57m 16,7s. Привидна величина (магнитуда) објекта IC 4795 износи 15,0 а фотографска магнитуда 15,8. IC 4795 је још познат и под ознакама ESO 141-14, PGC 62608.